# Eduard Wolff (médecin)
Pour les articles homonymes, voir Wolff.
Eduard Wolff, né le 24 novembre 1794 à Berlin où il est mort le 30 décembre 1878, est un chirurgien allemand.

## Biographie
Wolff obtient son doctorat le 5 décembre 1818 avec l'ouvrage De Colchici Autumnalis uso medico (« L'usage médical du colchique d'automne ») et termine son habilitation à Berlin en 1829. De 1832 à 1856, il travaille comme professeur agrégé de médecine militaire. Il dirige l' Académie médicale des chirurgiens de la Charité. Comme les militaires ne maîtrisent souvent pas suffisamment le latin, Wolff donne ses cours en allemand, c'est pourquoi sa maison est également appelée « Clinique allemande », tandis qu'Ernst Daniel August Bartels (de) continue à donner ses cours en latin traditionnel (« Clinique Latine »). En 1856, Wolff devient émérite et à partir de 1857, sa maison est agrandie en clinique propédeutique. De 1875 à 1878, il est président de la Society for Nature and Medicine. Il reçoit le titre honorifique de « Conseiller médical privé ». 
Wolff est décrit comme ayant « peu de signification scientifique », mais sa clinique était particulièrement recommandée pour les exercices pratiques. 